# Annie Féolde
Annie Féolde (Nizza, 15 giugno 1945) è una cuoca francese.
È conosciuta principalmente per aver ottenuto 3 stelle Michelin nel suo ristorante Enoteca Pinchiorri a Firenze. È stata la prima chef donna a raggiungere questo livello in Italia e la quarta nel mondo.

## Biografia
È nata a Nizza, dove i genitori gestivano un albergo. Dopo gli studi si trasferisce prima a Marsiglia, poi a Parigi, Londra e nel maggio 1969 a Firenze. In questa città comincia a lavorare in un ristorante e un anno dopo, nel 1970, incontra il sommelier e collezionista di vini Giorgio Pinchiorri, con cui inizia una relazione che culmina nel matrimonio. Insieme aprono l'enoteca Pinchiorri, che all'inizio serve stuzzichini e vini al bicchiere e che dal 1974 comincia a lavorare come un vero e proprio ristorante. Compare in televisione per la prima volta su invito del critico gastronomico Edoardo Raspelli, che la invoglia a rivisitare la cucina toscana in chiave moderna.
Il locale viene segnalato sulla Guida Michelin nel 1981, poi riceve la prima stella nel 1982, la seconda nel 1983 e la terza nel 1993. Nel 1994 nel locale si verifica un grave incendio, probabilmente doloso, che causa la perdita di gran parte della cantina e della terza stella, che tuttavia sarà ottenuta nuovamente nel 2004, facendo dell'Enoteca Pinchiorri l'unico ristorante italiano ad aver perso e riconquistato una stella Michelin.
Nel 2013, per festeggiare i 40 anni del ristorante, viene pubblicato il libro "Pinchiorri a due voci" scritto da Leonardo Castellucci.
Nel 2016 e nel 2017 partecipa alla trasmissione televisiva Top Chef Italia in qualità di giudice affiancando nel compito Mauro Colagreco, Giuliano Baldessari e Moreno Cedroni.

## Premi e riconoscimenti
- 1980: 16/20 Guida dell'Espresso.
- 1981: 18/20 Guida dell'Espresso.
- 1982: una stella, Guida Michelin.
- 1983: ingresso in Relais & Châteaux e Tradition et Qualité.
- 1983-1992: due stelle, Guida Michelin.
- 1984: 19.5/20 Guida dell'Espresso.
- 1984-2003: Wine Spectator "Grand Award".[4]
- 1987: Annie Féolde, Personnalitè de l'Année Distinction Internationale, Paris.
- 1992: Primo ristorante d'Italia, Guida Pirelli, risultato stabilito dal punteggio conseguito nelle sette guide, inclusa la Michelin.
- 1993-1994: tre stelle, Guida Michelin.
- 1994: Annie Féolde, Premio Internazionale Caterina de' Medici; Giorgio Pinchiorri, Premio Pinone d'Argento, Pavullo, Modena.
- 1995-2003: due Stelle, Guida Michelin
- 2003: Annie Féolde, Five Star Diamond Award American Academy of Hospitality Sciences.
- 2004: Primo ristorante d'Italia, risultato stabilito dal punteggio conseguito nelle sette guide principali.
- 2004-oggi: tre stelle, Guida Michelin.
- 2006 - Ordine nazionale al merito, conferito dal Presidente della Repubblica Francese.[2]
- 2017 - Legion d'onore, Francia.[5][6]